# Jerzy Łakomski
Jerzy Łakomski (ur. 21 października 1944 w Małoszowie) – polski artysta fotograf. Członek Okręgu Śląskiego Związku Polskich Artystów Fotografików. Członek Katowickiego Towarzystwa Fotograficznego. Członek założyciel Krajowego Cechu Fotografów w Katowicach.

## Życiorys
Jerzy Łakomski absolwent III Liceum Ogólnokształcącego im. Bolesława Prusa w Sosnowcu (1963), absolwent Studium Farmaceutycznego w Katowicach. Związany ze śląskim środowiskiem fotograficznym, mieszka i pracuje w Sosnowcu – fotografią interesuje się od lat dziecięcych, pracuje na rzecz fotografii od 1968 roku. Miejsce szczególne w jego twórczości zajmuje fotografia detalu, fotografia krajobrazowa, fotografia krajoznawcza, fotografia pejzażowa oraz fotografia portretowa. W latach 1968–1975 kierował pracą laboratorium fotograficznego w Kopalni Węgla Kamiennego Paryż, w Dąbrowie Górniczej. W 1975 roku był współtwórcą i kierownikiem Laboratorium Fotograficznego Huty Katowice w Dąbrowie Górniczej. Od 1981 roku pracuje we własnym zakładzie fotograficznym oraz prowadzi galerię fotografii Foto Studio i Galeria Łakomscy.
Jerzy Łakomski jest autorem i współautorem wielu wystaw fotograficznych; indywidualnych, zbiorowych oraz pokonkursowych – w Polsce i za granicą. Został przyjęty w poczet członków rzeczywistych Okręgu Śląskiego Związku Polskich Artystów Fotografików (legitymacja nr 1044), w którym obecnie (kadencja 2017–2020) pełni funkcję przewodniczącego Okręgowego Sądu Koleżeńskiego. Uczestniczy w pracach jury w wielu konkursach fotograficznych. Był wieloletnim opiekunem cyklicznych plenerów fotograficznych – Sosnowieckie Spotkania Artystyczne. 
W 1987 roku został uhonorowany tytułem Mistrza Rzemiosł Artystycznych – tytułem przyznanym przez Ministerstwo Kultury i Sztuki. W 2012 roku został laureatem nagrody Okręgu Śląskiego ZPAF. W 2013 roku został laureatem nagrody Miasta Sosnowca – za znaczący wkład w upowszechnianie kultury.

## Odznaczenia
- Złoty Krzyż Zasługi;
- Medal 150-lecia Fotografii (1989)
- Platynowy Medal im. Jana Kilińskiego (2012)[9]
- Odznaka Za Zasługi dla Rzemiosła Polskiego (2012)[19]
- Odznaka honorowa „Zasłużony dla Kultury Polskiej” (2013)[6][20]
- Brązowy Medal „Zasłużony Kulturze Gloria Artis” (2020)[21]

Źródło